# Il mistero della casa del tempo
Il mistero della casa del tempo (The House with a Clock in Its Walls) è un film del 2018 diretto da Eli Roth.
La pellicola è l'adattamento cinematografico del romanzo La pendola magica del 1973 scritto da John Bellairs ed illustrato da Edward Gorey.

## Trama
1955. Dopo la morte dei genitori, il giovane Lewis Barnavelt si trasferisce da New York all'immaginaria cittadina di New Zebedee, andando ad abitare nella casa dello zio Jonathan Barnavelt. Questi si rivela subito molto eccentrico. Anche la casa appare molto inquietante; inoltre è piena di orologi. Qui Lewis fa la conoscenza della simpatica vicina dello zio, la signora Florence Zimmerman, che offre spesso il suo aiuto.
Con il passare dei giorni, Lewis inizia a notare strani fenomeni all'interno della casa: finestre a vetri colorati che cambiano e mobili che si muovono. Nella nuova scuola viene ignorato e umiliato da tutti i compagni, ma non da Tarby, un ragazzino che temporaneamente si dimostra amico. Una notte Lewis si sveglia e segue lo zio, che ha in mano un'ascia. Pensando che lo zio voglia ucciderlo, scappa terrorizzato; ma Jonathan lo rassicura, spiegandogli infine la verità. Gli dice di essere uno stregone, buono ma poco abile e che anche la signora Zimmermann è una strega, più brava di lui ma ultimamente sembra aver perso potere. Il precedente proprietario della casa, Isaac Izard, un suo vecchio collega, era a sua volta uno stregone. Questi, però, dopo esser tornato dalla guerra era cambiato, diventando malvagio; un anno prima aveva ucciso per sbaglio sé stesso e sua moglie Selena . La casa era passata poi a Jonathan; all'interno Isaac aveva nascosto un orologio, il cui ticchettio sembra provenire da ogni muro. Ora Jonathan lo cerca per distruggerlo, convinto che non sia niente di buono. Lo zio inoltre vuole addestrare Lewis perché diventi uno stregone.
Le lezioni sono faticose ma, giorno dopo giorno, Lewis migliora nelle sue abilità da stregone. Mentre lo zio continua la ricerca dell'orologio stregato, Lewis invita a casa il suo amico Tarby, che si è fatto nel frattempo scostante. Gli rivela di essere uno stregone; Tarby però non gli crede. Allora Lewis prende un libro da un armadio che lo zio aveva severamente proibito di aprire; leggendolo, capisce che serve per riportare in vita i morti. Deciso a dimostrare i suoi poteri, Lewis si reca con Tarby al cimitero per far tornare in vita un defunto. L'incantesimo riesce, ma finiscono per risuscitare proprio Isaac Izard.
I due ragazzini scappano impauriti, e Lewis torna a casa avvertendo lo zio e la signora Zimmerman dell'accaduto. I tre cercano di proteggere la casa, ma inutilmente. Isaac, ora con l'aspetto di un cadavere ambulante, riesce a entrare senza il minimo problema, prendendone possesso. Viene raggiunto anche da sua moglie Selena. In realtà non era morta ma aveva preso le sembianze di una vicina di casa che aveva ucciso. Grazie all'orologio magico, i due intendono riportare la Terra indietro nel tempo, prima della nascita dell'umanità, di modo che molti eventi , come la morte dei genitori di Lewis, non possano mai avvenire.
Mentre i tre si trovano nella casa della signora Zimmermann, Lewis esegue una magia, scoprendo che l'orologio si trova sotto la caldaia. I tre riescono a sconfiggere le forze malefiche che circondano la casa, grazie soprattutto alla signora Zimmermann che ritrova la sua grinta, ed entrano. Scendono in un cunicolo sotto la caldaia e cercano di prendere l'orologio prima di Isaac e sua moglie, ma arrivano tardi. Isaac riesce ad attivare l'orologio con una chiave d'ossa. Tuttavia, Lewis, con un ingegnoso piano, riesce a bloccare il meccanismo dell'orologio, sconfiggendo così Isaac e la moglie, che muoiono, mandandone a monte il piano.
Qualche tempo dopo, Lewis vive ancora con lo zio e la signora Zimmerman. Ha affinato i propri poteri magici e a scuola è accettato da tutti, ma ha trovato una nuova amica, Rose Rita Pottinger.

## Produzione
Il progetto viene annunciato il 20 giugno 2017 insieme alla presenza di Eli Roth e Jack Black, rispettivamente regista e protagonista del film.
Le riprese del film, il cui budget è stato di 42 milioni di dollari, sono iniziate il 10 ottobre 2017.

## Promozione
Il primo trailer del film viene diffuso il 27 marzo 2018.

## Distribuzione
La pellicola è stata distribuita nelle sale cinematografiche statunitensi a partire dal 21 settembre 2018, ed in quelle italiane dal 31 ottobre dello stesso anno.

## Riconoscimenti
- 2019 - Art Directors Guild Award[6]
  - Candidatura per i migliori costumi in un film fantastico